# Het verdoemde goud van Huacapac
Het verdoemde goud van Huacapac (Frans: L'or maudit des Huacapac) is het 23e album uit de Belgische stripreeks Roodbaard van Jean-Michel Charlier en Christian Gaty. Het stripalbum werd in 1984 uitgebracht en is een rechtstreeks vervolg op album #21, De vermisten van de Zwarte Valk.

## Het verhaal
Dankzij de gevangen Spaanse commandant kunnen Erik en zijn mannen, samen met de zogenaamd gevangengenomen Indianen eenvoudig Mérida binnenkomen. Ze weten dankzij Eriks tactische strategieën Roodbaard uit de gevangenis te bevrijden, twee confrontaties met de Spaanse soldaten in de stad te winnen en buiten de stad de Spaanse cavalerie te verslaan. Achtervolgd door de Spanjaarden weten ze als eersten de verborgen Aztekenstad te betreden. De stad schijnt verlaten te zijn, maar tijdens de nacht verdwijnen enkele van Eriks mannen spoorloos.

## Albums
De avonturen van Roodbaards zoektocht naar de Aztekenschat werden niet helemaal in chronologische volgorde uitgegeven. De vier albums zijn:
- 20. 1980 - Het eiland van de verdwenen schepen (L'Île des vaisseaux perdus)
- 21. 1982 - De vermisten van de Zwarte Valk (Les disparus du Faucon Noir)
- 23. 1984 - Het verdoemde goud van Huacapac (L'or maudit des Huacapac)
- 24. 1987 - De Dodenstad (La cité de la mort)